# Сяо (музичний інструмент)
Сяо (спрощ.: 箫; кит. трад.: 箫; піньїнь: Сяо; Вейд-Джайлз: hsiao, вимовляється ɕi̯ɑʊ̯) — китайська вертикальна флейта. Зазвичай, виробляється з темно-коричневого бамбука (називають «фіолетовий бамбук» китайською). Крім того, іноді (зокрема в Тайвань) називається Dongxiao (кит. 洞箫, піньїнь: dòng, буквально «дірки»). Стародавня назва Сяо shùdí (кит. спр. 竖笛, буквально «вертикальна бамбукова флейта», китайська вимова: [ʂûtǐ]), тоді як назва Сяо в давнину стосувалася також флейти Ді.
Існує багато різновидів Сяо. Найпоширеніший із них завдовжки 75-80 см, має 6 отворів і пентатонічний звукоряд, що починається від ре першої октави. Сучасні моделі інколи мають 8 отворів. Тримають інструмент під кутом приблизно 45° до корпусу.

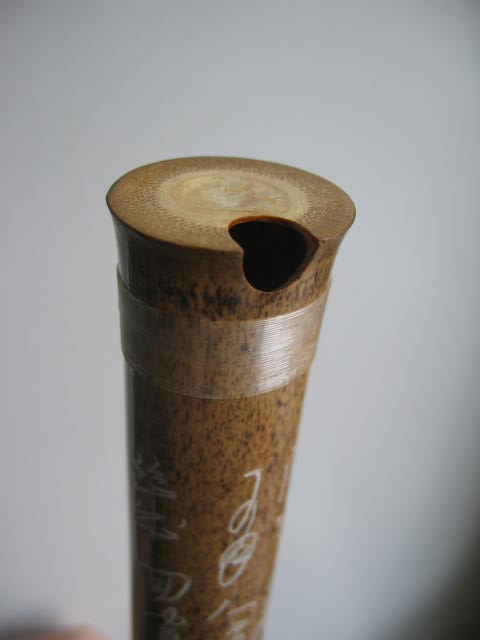
отвір через який вдувається повітря
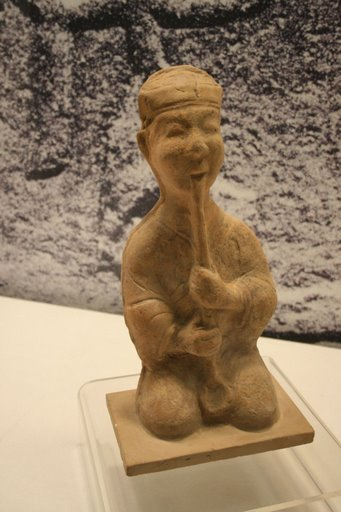
Керамічна статуетка виконавця на сяо Східної династії Хань
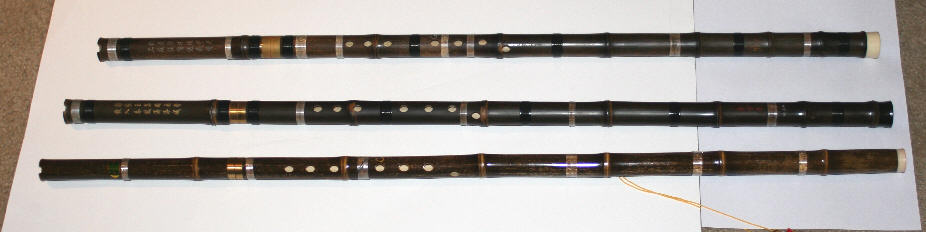
колекція сяо
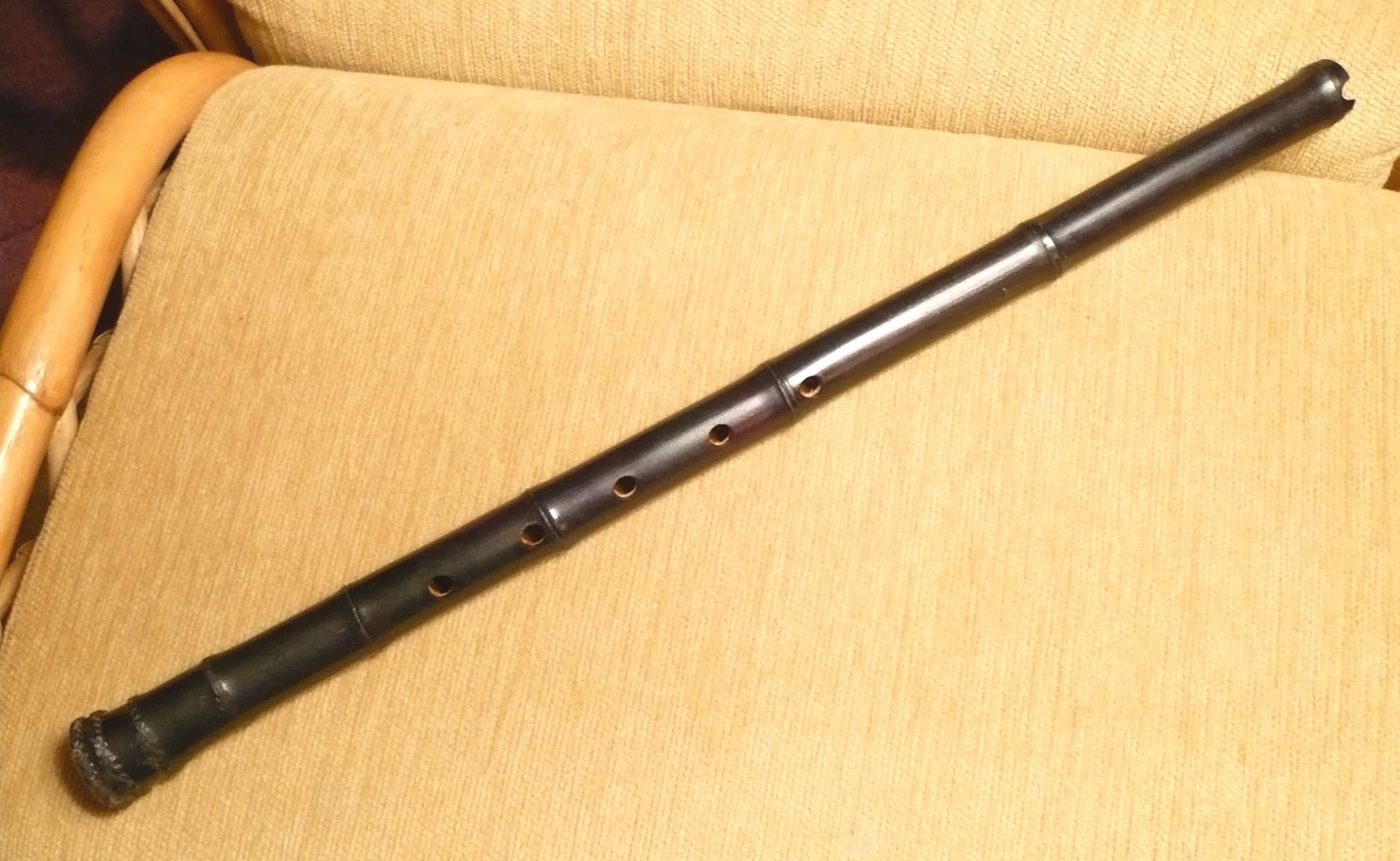
тайванський донґ-сяо